# Malabon
Malabon – miasto w Filipinach w Regionie Stołecznym, na wyspie Luzon, w zespole miejskim Manili. W 2010 roku liczyło 353 337 mieszkańców.
W mieście dominuje przemysł włókienniczy i spożywczy (tytoniowy, cukrowniczy i rybny). Ponadto wytwarza się tutaj olejek z drzewa kanangowego.